# Marianne van Toornburg
 Der er for få eller ingen kildehenvisninger i denne artikel, hvilket er et problem. Du kan hjælpe ved at angive troværdige kilder til de påstande, som fremføres i artiklen.

Marianne van Toornburg er en dansk sanger og sangskriver. 
Hun var i 1980'erne tilknyttet bandet Sidewalk, og turnerede herefter som korsanger med bl.a. Anne Linnet & Marquis de Sade, Dodo & The Dodos, Alberte, Miss B. Haven, Troels Trier & Rebecca Brüel og Master Fatmans Freedomfighters. I 1989 dannede hun sammen med Pernille Højmark og Kim Kidholm Sweethearts.
I december 1993 etablerede van Toornburg ”The Nancy Sinatra & Lee Hazlewood Show”. Her mødte hun Nils Lassen, komponist i Cinema Noir og manden bag musikken til De skrigende halse, med hvem dannede de bandet Dreamtones, der i 1997 udgav det anmelderroste album Lost in the Woods. Dreamtones blev opløst i 1998, hvorefter van Toornburg blev tilknyttet ensemblet Venter På Far. 
I begyndelsen af 00'erne tog van Toornburg hul på en solokarriere og udgav albummet det anmelderroste album MONO i 2008. 
Siden 2019 van Toornburg turneret med projektet Beatfortælling.
7. maj 2021 udkom andet soloalbum med titlen Simpelt.